# José Leonardo Lemos Montanet

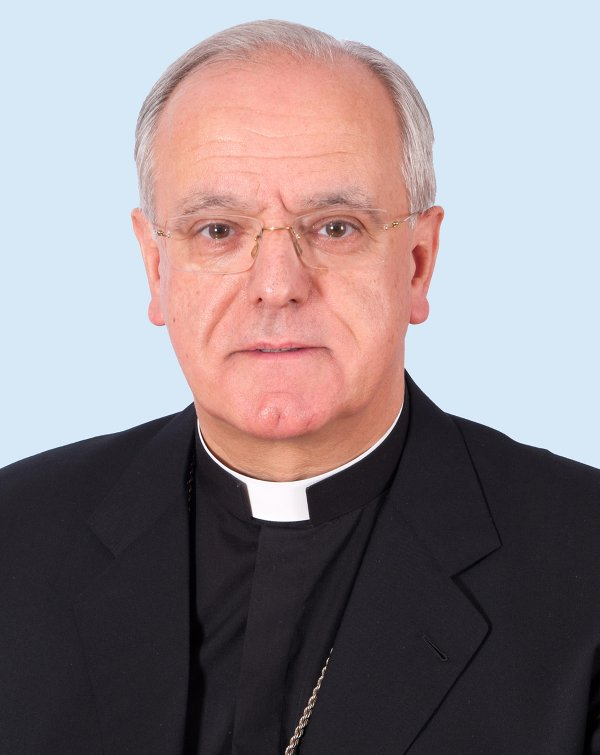
Bischof José Leonardo Lemos Montanet

Bischofswappen

José Leonardo Lemos Montanet (* 31. Mai 1953 in Barallobre) ist ein spanischer Geistlicher und römisch-katholischer Bischof von Orense.

## Leben
José Leonardo Lemos Montanet empfing am 19. Mai 1979 die Priesterweihe.
Papst Benedikt XVI. ernannte ihn am 16. Dezember 2011 zum Bischof von Orense. Der Erzbischof von Santiago de Compostela, Julián Barrio Barrio, spendete ihm am 11. Februar des nächsten Jahres die Bischofsweihe; Mitkonsekratoren waren Erzbischof Renzo Fratini, Apostolischer Nuntius in Spanien, Luis Quinteiro Fiuza, Bischof von Tui-Vigo, Carlos Osoro Sierra, Erzbischof von Valencia, Camilo Lorenzo Iglesias, Bischof von Astorga, und José Diéguez Reboredo, Altbischof von Tui-Vigo. Als Wahlspruch wählte er Omnia in caritate.